# سالكدة (كياشهر)
سالکدة (بالفارسية: سالکده) هي قرية تقع في إيران في قسم کیاشهر الريفي. يقدر عدد سكانها بـ 1,058 نسمة .